# ATP Challenger Graz
Das ATP Challenger Graz (offizieller Name: s’Tennis Masters Challenger) war ein von 1991 bis 2008 jährlich stattfindendes Tennisturnier in Graz. Es war Teil der ATP Challenger Tour und wurde im Freien auf Sand ausgetragen. Julian Knowle und Tom Vanhoudt gewannen das Turnier jeweils dreimal und sind damit Rekordsieger. Knowle gewann einen Einzel- und zwei Doppeltitel, Vanhoudt gewann alle Titel im Doppel.

## Liste der Sieger

### Einzel
| Jahr | Sieger                 | Finalgegner         | Ergebnis          |
| ---- | ---------------------- | ------------------- | ----------------- |
| 2008 | Jérémy Chardy          | Sergio Roitman      | 6:2, 6:1          |
| 2007 | Victor Hănescu         | Leonardo Mayer      | 7:64, 6:2         |
| 2006 | Florian Mayer          | Rainer Schüttler    | 6:4, 5:7, 6:2     |
| 2005 | Robin Vik              | Roko Karanušić      | 6:4, 4:2 aufgg.   |
| 2004 | Jan Minář              | Gilles Simon        | 3:6, 6:3, 7:5     |
| 2003 | Tomáš Berdych          | Julian Knowle       | 6:4, 5:7, 6:2     |
| 2002 | Olivier Mutis          | Filippo Volandri    | 6:3, 6:2          |
| 2001 | Julian Knowle          | Juri Schtschukin    | 6:3, 6:2          |
| 2000 | Michal Tabara          | David Sánchez       | 7:5, 6:0          |
| 1999 | Tomáš Zíb              | Juan Carlos Ferrero | 7:67, 6:1         |
| 1998 | Carlos Costa           | Albert Portas       | 7:5, 7:6          |
| 1997 | Radomír Vašek          | Albert Portas       | 6:1, 6:3          |
| 1996 | Juan Albert Viloca     | Dominik Hrbatý      | 6:7, 6:2, 6:2     |
| 1995 | Carlos Costa           | Jiří Novák          | 6:4, 6:3          |
| 1994 | Francisco Clavet       | Gilbert Schaller    | 6:2, 2:6, 6:4     |
| 1993 | Alberto Berasategui    | Carlos Costa        | 6:4, 6:3          |
| 1992 | Guillermo Pérez Roldán | Karel Nováček       | 3:6, 6:2, 7:5     |
| 1991 | Thomas Buchmayer       | Thierry Guardiola   | 6:3, 6:2          |
| 1990 | nicht ausgetragen      | nicht ausgetragen   | nicht ausgetragen |
| 1989 | Eric Jelen             | Goran Prpić         | 4:6, 6:0, 6:4     |
| 1988 | Alex Antonitsch        | Thomas Muster       | 6:3, 6:4          |
| 1987 | Christian Saceanu      | Mark Woodforde      | 5:7, 6:3, 6:4     |

### Doppel
| Jahr | Sieger                               | Finalgegner                            | Ergebnis           |
| ---- | ------------------------------------ | -------------------------------------- | ------------------ |
| 2008 | Gerald Melzer Jürgen Melzer          | Julien Jeanpierre Nicolas Renavand     | 1:6, 7:68, [10:4]  |
| 2007 | Sebastián Decoud Juri Schtschukin    | Jérémy Chardy Predrag Rusevski         | 3:6, 6:3, [10:7]   |
| 2006 | Ross Hutchins Jonathan Marray        | James Auckland Jamie Delgado           | 6:75, 6:4, [15:13] |
| 2005 | Julian Knowle (2) Alexander Peya (2) | Johan Landsberg Jean-Claude Scherrer   | 3:6, 6:1, 6:2      |
| 2004 | Julian Knowle (1) Alexander Peya (1) | Emilio Benfele Álvarez Josh Goffi      | 6:4, 6:2           |
| 2003 | Noam Behr Ota Fukárek                | Karsten Braasch Johan Landsberg        | 6:3, 6:2           |
| 2002 | Mariusz Fyrstenberg Marcin Matkowski | Jan Frode Andersen Oliver Marach       | 6:3, 6:4           |
| 2001 | Tim Crichton Todd Perry              | Shaun Rudman Jeff Williams             | 6:4, 6:4           |
| 2000 | Tomáš Cibulec Leoš Friedl            | Petr Kovačka Pavel Kudrnáč             | 6:4, 4:6, 6:4      |
| 1999 | Nuno Marques Tom Vanhoudt (3)        | Albert Portas Germán Puentes           | 6:2, 6:2           |
| 1998 | Dinu Pescariu Albert Portas          | Lan Bale Nebojša Đorđević              | 6:3, 6:4           |
| 1997 | Lucas Arnold Ker Tom Vanhoudt (2)    | Alberto Martín Albert Portas           | 6:1, 6:2           |
| 1996 | Pablo Albano (2) László Markovits    | Cristian Brandi Filippo Messori        | 6:4, 6:1           |
| 1995 | Pablo Albano (1) Vojtěch Flégl       | Emilio Benfele Álvarez Pepe Imaz       | 6:4, 6:3           |
| 1994 | Hendrik Jan Davids Stephen Noteboom  | Wayne Arthurs Simon Youl               | 4:6, 6:3, 7:6      |
| 1993 | Filip Dewulf Tom Vanhoudt (1)        | Jordi Arrese Francisco Roig            | 6:7, 6:2, 6:3      |
| 1992 | David Prinosil Richard Vogel         | Robert Novotný Milan Trněný            | 6:3, 6:4           |
| 1991 | Jan Apell Raviv Weidenfeld           | Sébastien Leblanc Markus Naewie        | 6:3, 6:3           |
| 1990 | nicht ausgetragen                    | nicht ausgetragen                      | nicht ausgetragen  |
| 1989 | Petr Korda Jaroslav Navrátil         | Stanislav Birner Richard Vogel         | 6:3, 6:7, 7:5      |
| 1988 | Denys Maasdorp Torben Theine         | Stanislav Birner Alessandro De Minicis | 6:4, 6:4           |
| 1987 | Grant Connell David Livingston       | Carl Limberger Mark Woodforde          | 7:5, 6:3           |